# Ozero Temenitsa
Ozero Temenitsa (ryska: Озеро Теменица) är en sjö i Belarus.   Den ligger i voblasten Vitsebsks voblast, i den norra delen av landet, 160 km nordost om huvudstaden Minsk. Ozero Temenitsa ligger 126 meter över havet. Arean är 0,78 kvadratkilometer. Den sträcker sig 1,7 kilometer i nord-sydlig riktning, och 1,4 kilometer i öst-västlig riktning.
Omgivningarna runt Ozero Temenitsa är en mosaik av jordbruksmark och naturlig växtlighet. Runt Ozero Temenitsa är det ganska glesbefolkat, med 22 invånare per kvadratkilometer.